# Herennia Cupressenia Etruscilla

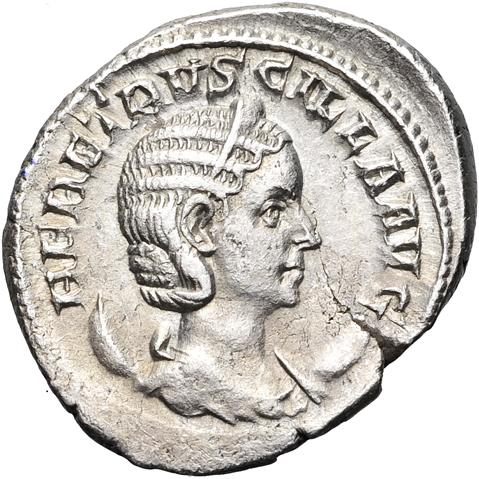
Antoninian Etruscillas

Herennia Cupressenia Etruscilla († um 251) war die Frau des römischen Kaisers Decius.
Herennia Etruscilla entstammte einer alten etruskischen Senatorenfamilie. Über ihre Jugend ist wenig bekannt, außer dass sie den aus Illyrien stammenden Aristokraten Decius vor 230 heiratete. Ihr ältester Sohn Herennius Etruscus wurde um 227 geboren, ihr zweiter Sohn Hostilian nach 230.
Der Kaiser Philippus Arabs übertrug Decius 248 den Oberbefehl über die Truppen, welche die Revolte des Pacatianus an der Donaugrenze unterdrücken sollten. Decius wurde aber nach seinem Eintreffen in Pannonien von seinen Truppen zum Kaiser ausgerufen; er zog nach Italien, schlug Philippus in der Nähe von Verona und konnte sich als neuer Herrscher durchsetzen.
Vermutlich im Herbst 249, spätestens im Sommer 250 erhielt Etruscilla den Titel Augusta. Ihre beiden Söhne erhielten 250 den Titel Caesar, im folgenden Jahr wurde Herennius Etruscus zum Augustus (nominell gleichberechtigten Mitherrscher seines Vaters) ernannt. Decius und Herennius brachen danach zu einem Feldzug gegen den Gotenkönig Kniva auf, um ihn für einen Überfall zu bestrafen, während der jüngere Sohn Hostilian mit seiner Mutter in Rom blieb.
Jordanes berichtet, dass Herennius früh in der Schlacht von Abrittus durch einen Pfeil getötet wurde, worauf Decius ausrief: „Lasst uns niemanden betrauern; der Tod eines Soldaten ist kein großer Verlust für die Republik.“ Die römische Armee wurde in dieser Schlacht vernichtet und Decius erschlagen. Die Niederlage wurde weitgehend durch die Fehler des Offiziers Trebonianus Gallus verursacht, der zu heftig angegriffen hatte. Als die Armee vom Tod des Decius erfuhr, proklamierten die Soldaten Trebonianus Gallus zum Kaiser.
In Rom war Decius in Senatskreisen sehr beliebt. Nachdem die Nachricht vom Untergang der beiden Kaiser die Hauptstadt erreicht hatte, wurden sie auf Beschluss des Senates unter die Götter erhoben. Außerdem bestand der Senat auf dem Nachfolgeanspruch des überlebenden Kaisersohns Hostilian. Es kam zu einem Kompromiss mit Trebonianus Gallus, der vom Senat als Kaiser anerkannt wurde, aber Hostilian adoptieren und als gleichberechtigten Mitkaiser mit dem Augustus-Titel akzeptieren musste. Sein eigener leiblichen Sohn Volusianus musste sich, obwohl etwa zehn Jahre älter als Hostilian, zunächst mit dem Caesar-Titel begnügen. Die Ehefrau des Gallus, Afinia Gemina Baebiana, musste mit Rücksicht auf die älteren Rechte von Herennia Cupressenia Etruscilla auf den Titel Augusta verzichten.
Hostilian starb im November 251 in Viminatium an der Pest. Damit verschwand seine Mutter aus dem öffentlichen Leben; ob sie damals ebenfalls an der Seuche starb oder noch länger lebte, ist unbekannt.